# Willem-Jan van Loenhout
W.J.J.M. (Willem-Jan) van Loenhout (Bergen op Zoom, 15 november 1965) is een Nederlands voormalig wielrenner, beroeps van 1989 tot en met 1993. Van Loenhout behaalde 2 overwinningen. Hij kwam 3 seizoenen uit voor de TVM wielerploeg en 2 seizoenen voor Elro-Snacks.

## Resultaten in voornaamste wedstrijden
| Jaar | Amstel Gold Race |
| ---- | ---------------- |
| 1989 | 85e              |
| 1991 | 111e             |